# Charles Godfrey Gunther

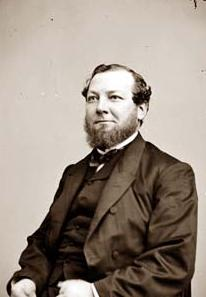
Charles Godfrey Gunther

Charles Godfrey Gunther (* 7. April 1822 in New York City; † 22. Januar 1885 ebenda) war ein US-amerikanischer Politiker. Zwischen 1864 und 1866 war er Bürgermeister der Stadt New York.

## Werdegang
Charles Gunther war der Sohn eines deutschen Einwanderers, der im Pelzhandel arbeitete. Er absolvierte das Moravian Institute in Nazareth (Pennsylvania) und danach die Columbia College Grammar School. Beruflich war er wie sein Vater im Pelzhandel tätig. Dabei gründete er die Firma C.G. Gunther and Company. Er war auch lange Zeit in der Freiwilligen Feuerwehr der Stadt New York aktiv. Politisch schloss er sich der Demokratischen Partei und der Gesellschaft von Tammany Hall an. Im Jahr 1861 kandidierte er noch erfolglos für das Amt des Bürgermeisters seiner Heimatstadt. Zwei Jahre später wurde er dann doch in dieses Amt gewählt, das er zwischen 1864 und 1866 ausübte. Das Stadtgebiet von New York erstreckte sich bis 1898 im Wesentlichen auf den heutigen Stadtteil Manhattan.
Gunther war er Gegner der Politik von Präsident Abraham Lincoln. Er war sowohl gegen die Art der Kriegführung im Bürgerkrieg als auch gegen die Wehrpflicht. Gleichwohl musste er im ersten Teil seiner Amtszeit Maßnahmen gegen eine konföderierte Bande ergreifen, die versuchte, die Stadt in Angst zu versetzen. Im Jahr 1865 leitete er die Trauerfeierlichkeiten der Stadt New York für den ermordeten Präsidenten Lincoln. Nach dem Ende seiner Zeit als Bürgermeister zog er sich aus der Politik zurück. Das lag auch daran, dass er kein Anhänger des damals mächtigen William Tweed war, der Tammany Hall und die Demokraten in New York City beherrschte. In den 1880er Jahren errichtete er ein Hotel auf Coney Island. Dabei baute er auch eine Eisenbahnlinie, die die Verbindung zu Manhattan herstellte. Er wurde auch Präsident der Vorgängereinrichtung des Lenox Hill Hospital. Charles Gunther starb am 22. Januar 1885.